# Ивайло Герасков
Ивайло Йорданов Герасков е български актьор.

## Образование и младежки години
Роден е на 17 февруари 1954 г. във Варна. Завършва ВИТИЗ „Кръстьо Сарафов“ със специалност актьорско майсторство за драматичен театър в класа на професор Елка Михайлова през 1979 г. След това започва да работи в Драматичния театър във Враца, а от 1982 г. е в трупата на Театър „София“.

## Роли в театъра
Герасков е играл в постановките „Доходно място“, „Филоктет“, „Ивона – принцеса Бургундска“, „Соната на призраци“, „Кралят Слънце“, „Игра на Едип“, „При закрити врати“, „В полите на Витоша“, „Самотата на памуковите полета“, „Нощта на боговете“, „Нора“ и други.
Играе в пиесите „Покана за вечеря“, „Нощта на 16-и януари“ и „Вълните“.

## Награди
- Наградата за най-добра мъжка роля за филма „Вик за помощ“ на фестивала във Варна.

## Личен живот
Женен е за актрисата Милена Живкова, с която имат един син – Мартин Герасков, който също е актьор.

## Театрални роли
- Нощта на шестнайсети януари (2016)
- Вълните (2011)
- Суматоха (2010)
- Господар и сянка (2005)
- Хайде да убием Матилда (2005)
- Кучката (2004)
- В полите на Витоша (2003)
- Нощта на Боговете (2002)
- Нора (2001)
- Ескориал (2001)
- Лов на малка моруна (1998)
- Соната на призраците (1998)
- Напразни усилия на любовта (1996)
- В самотата на памуковите полета (1995)
- Благословени души (1994)
- Отвъд хоризонта (1994)
- Италианката (1992)
- При закрити врати (1991)
- Ивона - Бургундската принцеса (1991)
- Ангели чудовища (1990)
- Реквием (1990)
- Новите приключения на Питър Пан (1990)
- Питър Пан (1989)
- Закуска с неизвестни лица (1988)
- Игра на Едип (1987)
- Нощ на изпитания (1987)
- Най-късно до шест (1986)
- Кладата (1985)
- Влюбените (1984)
- Танго (1984)
- Феерична комедия (1983)
- Хоро (1983)
- Филоктет (1982)
- Хамлет (1982)
- Светлината се губи в петата лампа (1982)
- Електра в черно
- Доходно място
- Вуйчо Ваньо – номин̀ация за „А.Аскеер“ 2000

## Телевизионен театър
- Старомодни бижута
- „Змейова сватба“ (1984) (от П. Ю. Тодоров, реж. Вили Цанков)
- „Карола“ (1979) (Миклош Дарваш)

## Филмография
- Пътят на Честта (сезон 2, 2021) - Свилен
- Откраднат живот (тв сериал, 2017) – психиатър
- Четвърта власт (тв сериал, 2013) – Стефан Хинов
- Главно представление (2009) Command performance – Леонид Гордов
- Забранена любов (тв сериал, 2008 – 2011)-Димитър Белев
- Shark in Venice (2008)
- The Roman Mysteries (тв сериал, 2008)
- The Shepherd:Border Patrol (2008)
- Gredndel (2007)
- Nuremberg: Nazis on Trial (тв, 2006)
- Dragon Dynasty (тв, 2006)
- Mercenary for Justice (2006) - Френски полковник
- Фаворитът 2 (2006) – Алексей
- The Mechanik (2005) - Лев
- Sacco et Vanzetti (2005)
- Принцът и просякът (2005)
- Darklight (2004)
- Филип (тв, 2004) – Филип
- Dragon Storm (тв, 2004)
- Deep Shock (2003)
- Едно дете в повече (тв сериал, 2003)
- In Hell (2003)
- Death Train (2003)
- Python 2 (2002)
- Derailed (2002)
- Papa Giovanni - Ioannes XXIII (тв, 2002)
- Air Strike (2002)
- Американски тюлени 3: Живи или мъртви (2001) - Крозняк
- Mindstorm (2000)
- Valkanizater (1997)
- Горски дух (1996) - Сеньо
- Всичко от нула (1996) – приятелят на фотографката
- Вълкадин говори с Бога (1995) – Иван Величкин
- Живот на колела (5-сериен тв, 1990) – журналистът Иван Троев
- Мъже без мустаци (6-сериен тв, 1989) – следователят Божан Митков
- Левакът (1987) – Мони
- Живот до поискване (1987) – Жоро
- Характеристика (1986) – Иван Палиев
- Вик за помощ (1984) – Георги Пеев (Чеп)
- Мечтатели (1986) – Паулин
- Гнездо за думи (тв новела, 1985)
- Front ohne Gnade - Der falsche Baron (1984)
- Прилив на нежност (1983)